# Thủ Sơn Tỉnh Niệm
Thủ Sơn Tỉnh Niệm (chữ Hán: 首山省念, 926–993) là Thiền sư Trung Quốc cuối đời Đường và đầu đời Tống. Sư thuộc Tông Lâm Tế và là đệ tử xuất sắc nhất của Thiền sư Phong Huyệt Diên Chiểu. Sư là người có công gìn giữ tông Lâm Tế trước nguy cơ tàn lụi. Trước khi gặp sư, Thiền sư Phong Huyệt đã tỏ nỗi lo rằng chính pháp của Lâm Tế sẽ biến mất cùng với mình vì không tìm được người nối pháp. 
Sư có 16 truyền nhân, trong đó Thiền sư Phần Dương Thiện Chiếu xuất sắc nhất – người có công đưa Thiền Tông lên vị trí hàng đầu giữa các tông phái Phật giáo đời Tống.

## Cơ duyên ngộ đạo
Sư họ Địch, sinh năm 926 (Bính Tuất). Quê sư tại vùng Lai Châu , tỉnh Sơn Đông.

Sư xuất gia ở chùa Nam Thiền tại quê hương. Sau khi thọ giới cụ túc, sư đi tham vấn khắp các thiền hội, thường thầm tụng kinh Pháp Hoa, nên có biệt danh là "Niệm Pháp Hoa". Sau Sư đến tham học nơi Thiền sư Phong Huyệt và làm tri khách ở đây. Cơ duyên ngộ đạo của sư được trong Truyền Đăng lục như sau:
Một hôm, sư đứng hầu, Phong Huyệt than với sư: "Bất hạnh! Đạo Lâm Tế ta sắp chìm lặng vậy". Sư nghe vậy thưa: "Xem trong đại chúng đâu không có người kế thừa Hoà thượng?". Phong Huyệt bảo: "Người thông minh thì nhiều, kẻ kiến tính rất ít". Sư thưa: "Như con, Hoà thượng xem thế nào?". Phong Huyệt bảo: "Ta tuy trông mong ở ngươi đã lâu nhưng vẫn e ngại đắm mến kinh này không thể buông rời". Sư thưa: "Việc này có thể làm được, mong nghe yếu chỉ ấy". Phong Huyệt thượng đường, nhắc lại việc đức Phật dùng cặp mắt như sen xanh nhìn đại chúng, bèn hỏi: "Chính khi ấy hãy bảo nói cái gì? Nếu bảo chẳng nói mà nói, lại là chôn vùi thánh trước. Hãy bảo nói cái gì?". Sư liền phủi áo đi ra. Phong Huyệt ném gậy rồi trở về phương trượng. Thị giả chạy theo Phong Huyệt hỏi: "Niệm Pháp Hoa sao chẳng đáp lời Hoà thượng?" Phong Huyệt bảo: "Niệm Pháp Hoa đã hội".

## Hoằng pháp
Sư đến trụ ở Thủ Sơn, Nhữ Châu (nay là Lâm Nhữ, Hà Nam) làm trụ trì đời thứ nhất nên mọi người gọi sư là Thủ Sơn thiền sư. Tại đây, sư ra sức xiển dương tông phong Lâm Tế tông. 

Về sau, sư đến trụ trì ở Quảng Giáo Thiền Viện tại núi Bảo An. Kế đến, sư dời đến Bảo Ứng Thiền Viện. Niên hiệu Thuần Hoá năm thứ ba (992) đời Tống, giờ Ngọ ngày mùng 4 tháng chạp, sư nói kệ:
Năm nay sáu mươi bảy
Già bệnh tuỳ duyên hãy đuổi theo
Năm nay ghi lại việc năm tới

Năm tới ghi chắc việc ngày nay.
Đến năm sau (993) đúng ngày giờ nói trước, sư từ biệt chúng và nói kệ:
Các con dối lăng xăng
Lỗi nhiều cát sông Hằng
Quan Âm chỉ Di-lặc
Văn-thù biết làm sao?
Sau khi im lặng giây lát, sư lại nói kệ:
Thế giới bạch ngân thân sắc vàng
Tình với phi tình một tính chân
Tối sáng hết rồi đều chẳng chiếu

Vầng ô vừa xế thấy toàn thân.
Mặt trời vừa xế, sư ngồi yên thị tịch, thọ 68 tuổi. Sư để lại cuốn Nhữ Châu Thủ Sơn Niệm Hòa Thượng Ngữ Lục (Chữ Hán: 汝州首山念和尚語錄, 1 quyển).

## Pháp Ngữ
Ngày khai đường có vị tăng hỏi: "Thầy xướng gia khúc tông phong ai, Nối pháp người nào?". Sư đáp: "Thiếu Thất trước núi xem bàn tay". Tăng hỏi: "Lại thỉnh hồng âm hoà một tiếng?". Sư đáp: "Như nay cũng cần toàn thể biết".
Sư dạy chúng: "Phật pháp không nhiều, chỉ vì nơi các ông tự tin chẳng đến. Nếu các ông tự tin thì ngàn vị Thánh ra đời cũng không làm gì được các ông. Vì sao như thế? Vì trước mặt các ông không có chỗ mở miệng. Chỉ vì các ông không có tự tin, chạy ra ngoài tìm cầu. Sở dĩ đến được trong ấy bèn là Phật Thích-ca, sẽ cho các ông ba mươi gậy. Tuy nhiên như thế, kẻ sơ cơ hậu học vào bằng đạo lí nào? Hãy hỏi các ông được cùng ấy hay chưa?". Sư im lặng giây lâu nói tiếp:  "Nếu được cùng ấy mới là vô sự".

Một giai thoại của sư được nhắc lại trong công án thứ 43 của Vô môn quan: 
Sư dơ gậy trúc lên nói": Này các ông, nếu gọi là gậy trúc thì xúc phạm, không gọi là gậy trúc thì trái nghịch, vậy gọi là gì?". 